# Буквица опушённая
Буквица опушённая (лат. Betonica hirsuta) — травянистое растение, вид рода Буквица (Betonica) семейства Яснотковые (Lamiaceae).

## Описание
Многолетнее травянистое растение, обычно достигающее высоты от 10 до 40 см. Как гемикриптофит, образует подземное узловатое корневище как орган выживания. Стебель и листья расположены в прикорневой розетке, густо опушены.
Стебли прямостоячие до восходящих, густо покрыты обращенными назад желтоватыми волосками (многоклеточными суставными волосками, 1,5–3 мм), особенно в верхней части. 
Листья собраны в базальную розетку, розеточные листья с черешком длиной 2–15 см. Стеблевые листья с обеих сторон густо покрыты многоклеточными волосками (1,5–3 мм), бархатисто-мягкие, удлиненные, у основания сердцевидные, туповыемчатые, с длинными черешками, за исключением двух самых верхних сидячих листьев. Зазубрины по краю листа имеют ширину от 2 до 5 миллиметров.
Соцветие яйцевидной формы, состоит из сложных ложных мутовок в плотном ложном колосе. Соцветие имеет длину от 3 до 8 см и толщину около 3 см. Прицветники сидячие, нижние 1–2 пары выступают над цветками и имеют выемки. Верхние прицветники цельные. Мутовка состоит из 8–12 цветков.
Цветки. Чашечка длиной 12–15 мм, с сетчатыми жилками, к основанию прозрачно тонкая, с зубцами длиной 4–5,5 мм, постепенно суженными в ость. Венчик длиной 15–24 мм, карминно-красный или пурпурный, сзади лишь слегка опушён. Верхняя губа цельная и почти плоская, нижняя губа немного длиннее и имеет 3 большие округлые лопасти. Трубка венчика внутри совершенно голая. 
Плоды имеют длину 3–3,5 мм и ширину 1,5–2,5 мм.
Период цветения с июля по август, реже в сентябре. 
Число хромосом 2n = 16.

## Таксономия
Первая публикация Betonica hirsuta была сделана в 1771 году Карлом Линнеем в его работе «Mantissa plantarum», часть 2, на странице 248. Материал, который был использован Линнеем при описании Betonica hirsuta, находится в Линнеевском гербарии Лондонского Линнеевского общества. 
Этот вид вызывает различные точки зрения среди исследователей. В работе «Flora Iberica» (2010) R. Morales и M. Pardo включают его под названием Stachys pradica (Zanted. ex Nyman) Greuter & Pignatti, относя его к синонимам S. officinalis (L.) Trevis. (в примечаниях к этому виду). Однако большинство исследователей считают, что Betonica hirsuta — это самостоятельный вид. Его характеризует более крупный венчик и чашечка с выступающими жилками.

### Синонимы
Виды рода Betonica долгое время относили к роду Чистец (Stachys). Существуют многочисленные синонимы Betonica hirsuta L.
По данным POWO на март 2024 года, в синонимику вида входят следующие названия:

#### Гомотипные синонимы
- Stachys hirsuta (L.) Dalla Torre & Sarnth. in Fl. Tirol 6(3): 182 (1912), nom. illeg.

#### Гетеротипные синонимы
- Betonica alpestris Jord. & Fourr. in Brev. Pl. Nov. 2: 93 (1868)
- Betonica pradica Zanted. in Comment. Ateneo Brescia 1813-1815: 88 (1818)
- Betonica rubicunda Wender. ex Benth. in A.P.de Candolle, Prodr. 12: 460 (1848)
- Betonica sabauda Jord. & Fourr. in Brev. Pl. Nov. 2: 93 (1868)
- Stachys pradica (Zanted.) Greuter & Pignatti in Giorn. Bot. Ital. 113: 361 (1979 publ. 1980)

## Использование
Используется как декоративное растение в парках и садах. В результате сравнительного испытания родов буквицы и чистец Чикагский ботанический сад выделил садовый сорт буквицы «Hummelo» с густыми соцветиями (часто продаётся в садоводстве под названием Stachys monieri «Hummelo»). Этот сорт рекомендуется благодаря своим привлекательным цветкам и длительному периоду цветения. Садоводческий отбор сорта «Хуммело» восходит к Эрнсту Пагельсу, одному из самых известных немецких селекционеров многолетних растений XX века, который назвал сорт в честь голландского города Хуммело недалеко от Бронкхорста.